# Беляев, Гиларий Валерьевич
Гиларий Валерьевич Беляев (9 января 1931, Самара — 15 января 2005, Самара) — советский и российский музыкант, заслуженный деятель Российского музыкального общества, заслуженный работник культуры РСФСР, заслуженный деятель искусств Российской Федерации. В 1955 году закончил Московскую государственную консерваторию.
В разные годы жизни являлся дирижёром Куйбышевского театра оперы и балета, директором и художественным руководителем Самарской филармонии, вёл преподавательскую и общественную деятельность.

## Биография
Гиларий Валерьевич Беляева родился 9 января 1931 года в г. Самаре, СССР.
В 1950 году закончил Куйбышевское музыкальное училище по трём специальностям: теория музыки (класс А. В. Фере), фортепиано (класс А. Д. Франка), дирижирование (класс М. В. Блюмина).
В 1955 году закончил Московскую государственную консерваторию им. П. И. Чайковского: хормейстер (класс В. Г. Соколова), стажировка по классу симфонический дирижёр (класс Н. П. Аносова).
В разные годы жизни являлся дирижёром Куйбышевского театра оперы и балета, директором и художественным руководитель Самарской филармонии, вёл преподавательскую деятельность.
Был женат, имел трёх дочерей и сына.
15 января 2005 года Г. В. Беляев ушёл из жизни (Самара, Россия).

### Творческий путь
Гиларий Беляев начал свой творческий путь с Ансамбля песни и пляски Северной группы войск в Польше. Пять лет он работал в Легнеце. За это время Польша стала родной, как и девушка, которую он там встретил. Его избранницей стала Майя, солистка ансамбля танцев народов мира под руководством Игоря Моисеева. С ней Гиларий Валерьевич вырастит четверых детей и замечательных внуков.
В 1960 году Гиларий Валерьевич вернулся в родной город.
С 1960 по 1973 год он стоял за пультом дирижёра Куйбышевского театра оперы и балета.
В это самое же время вёл хоровой класс в музыкальном училище (до 1975 года).
С 1973 по 1974 годы работал проректором в только что организованном Куйбышевском институте культуры.
Директор и художественный руководитель Самарской филармонии с 1974 по 2003 годы.
Помимо работы в филармонии он преподавал в Институте художественного образования Самарского педагогического университета.
20 лет руководил детским хором гимназии № 11.
Работал со сборной СССР по художественной гимнастике. Ещё в молодости художественная гимнастика стала для Беляева увлечением, а увлёк друг, заслуженный тренер СССР Виктор Сергеев — главный хореограф сборной СССР по художественной гимнастике.
1979—1981 работал профессором Высшего института искусств и дирижёром Большого театра имени Гарсиа Лорки в Гаване.
Автор многочисленных аранжировок и переложений для хоров различных составов.

## Награды и признание
За большой вклад в культуру Кубы был награждён благодарственным письмом директора Большого театра имени Гарсиа Лорки в Гаване — всемирно знаменитой балерины Алисии Алонсо.
Среди всех наград у Беляева есть медаль участника войны в Афганистане. Она напоминает о концертах артистов филармонии, которые были организованы в этой стране в годы войны и проходили непосредственно при участии Гилария Валерьевича.
Лауреат четвёртого Всемирного фестиваля молодёжи и студентов «За мир и дружбу» в Бухаресте(1954 г.), награждён юбилейной медалью «За доблестный труд к 100-летию В. И. Ленина», орденом Святого Благоверного князя Даниила Московского, вручённым лично Патриархом Московским и Всея Руси Алексием II. Заслуженный работник культуры РСФСР(1978 г.), Заслуженный деятель искусств Российской Федерации(2000 г.). Член президиума Самарской общественной гуманитарной эстетической академии (1998 г.). Решением высшей аттестационной комиссии Гиларию Валерьевичу в 2020 году пожизненно присвоено учёное звание профессор.
В 2007 году имя Гилария Валерьевича Беляева присвоено музыкальной школе № 9 города Самары (решение Самарской городской Думы от 22.03.2007 № 406).